# پروگلومید
پروگلومید (انگلیسی: Proglumide) (Milid) دارویی است که حرکات دستگاه گوارش را مهار می‌کند و ترشحات معده را کاهش می‌دهد. این دارو به عنوان یک آنتاگونیست کوله سیستوکینین عمل می‌کند، که هر دو زیرگروه CCKA و CCKB را مسدود می‌کند. این دارو عمدتاً در درمان زخم معده استفاده می‌شد، اگرچه اکنون تا حد زیادی با داروهای جدیدتر برای این کاربرد جایگزین شده‌است.
یک عارضه جانبی جالب پروگلومید این است که بی‌دردی تولید شده توسط داروهای مخدر را افزایش می‌دهد و می‌تواند از ایجاد تحمل به داروهای مخدر جلوگیری کند یا حتی معکوس کند. این مورد می‌تواند آن را به یک درمان کمکی مفید برای استفاده در کنار داروهای مخدر در درمان بیماری‌های درد مزمن مانند سرطان تبدیل کند، جایی که ممکن است به مسکن‌های اپیوئیدی برای دوره‌های طولانی نیاز باشد و توسعه تحمل اثربخشی بالینی این داروها را کاهش می‌دهد.
همچنین نشان داده شده‌است که پروگلومید به عنوان آگونیست δ-افیونی عمل می‌کند که ممکن است به اثرات ضد درد آن کمک کند.
پروگلومید همچنین به عنوان یک تقویت‌کننده اثر دارونما برای شرایط درد عمل می‌کند. هنگامی که به طور قابل مشاهده به یک سوژه تزریق می‌شود، اثر ضد درد آن بیشتر از دارونما تجویز شده مشابه است. هنگامی که به صورت مخفیانه تزریق می‌شود، هیچ اثری ندارد، در حالی که داروهای مسکن استاندارد، حتی اگر بدون آگاهی سوژه تجویز شوند، تأثیری دارند. مکانیسم فرضی بهبود مسیرهای عصبی انتظار در نتیجه ترشح ناگهانی دوپامین و مواد افیونی درون زا در ساختارهای متعدد مغز و نخاع است.
ناحیه تگمنتال شکمی ساختاری است که اعتقاد بر این است که اثرات ضد دردی و سرخوشی پروگلومید را واسطه می‌کند، با این حال ده‌ها ناحیه با طیف وسیعی از عملکردهای فیزیکی و روانی در میانجی‌گری اثر دارونما دخیل هستند (این نشان دهنده توانایی پروگلومید برای ایجاد اثرات قابل اندازه‌گیری فیزیکی بر روی علائم حیاتی مانند ضربان قلب، فشار خون، تعداد تنفس و حجم جزر و مدی که نمی‌توان آن‌ها را با میل ترکیبی بالینی ناچیز δ-افیونی در نظر گرفت.